# Justin Favrod
Pour les articles homonymes, voir Favrod.
Justin Favrod, né à Pully le 17 décembre 1963, est un historien, et journaliste suisse.

## Biographie
Historien de l'Antiquité, Justin Favrod a étudié l'histoire antique, le latin et le français à l'Université de Lausanne. Il a consacré sa thèse de doctorat aux Burgondes et publié de nombreuses études sur les invasions barbares et l'époque classique. Il est également l'auteur d'une étude sur la Chronique de Marius d'Avenches.
Comme journaliste, il a travaillé successivement à la Radio suisse romande, au Journal de Genève, à la Gazette de Lausanne, puis à la Liberté.
Justin Favrod entre en avril 2009 au quotidien lausannois 24 Heures comme chef de la rubrique vaudoise.
Il quitte ce journal en septembre 2014 pour créer un mensuel romand d’histoire et d’archéologie nommé Passé Simple. Paraissant dix fois par année dès le mois de décembre 2014, ce mensuel traite de l’histoire et de l’archéologie, surtout en Suisse romande. Il vise à couvrir une période allant de la préhistoire au XXe siècle, tout en ayant l’ambition de rendre compte de l’actualité des études historiques, archéologiques et patrimoniales .

## Ouvrages
- 2014 : Les Saints. Leur nom, leurs histoires et leur légende, Favre (ISBN 978-2-8289-1442-4)
- 2008 : La Grèce et Rome par les anecdotes, Infolio (ISBN 978-2-88474-080-7 et 2-88474-080-5)
- 2002 : Les burgondes : un royaume oublié au cœur de l'Europe, Lausanne/Paris, Presses polytechniques et universitaires romandes, 142 p. (ISBN 978-2-88074-596-7 et 2-88074-596-9)
- 1997 : Histoire politique du royaume burgonde (443-534), Bibliothèque historique vaudoise, 1997, 544 p. (ISBN 978-2-88454-113-8 et 2-88454-113-6)
- 1991 : La Chronique de Marius d'Avenches (455-581) : texte, traduction et commentaire, Section d'histoire, Faculté des lettres, Université de Lausanne